# Alopoglossus lehmanni
Alopoglossus lehmanni là một loài thằn lằn trong họ Gymnophthalmidae. Loài này được Ayala & Harris mô tả khoa học đầu tiên năm 1984.